# Submarin clasa CB
Submarinele din clasa CB sunt minisubmarine ce fac parte din categoria de submarine pitic sau submarine de buzunar; sunt submarine de maxim 50-150 t cu 2 sau 6-8 oameni la bord. Au fost proiectate pentru misiuni defensive și de recunoaștere în apropierea coastelor.
În timpul celui de-al doilea război mondial a fost construit un grup de submarine pitic clasa CB pentru marina italiană.
Au fost comandate un număr de 72 de submarine la firma Caproni din Milano, dar numai 22 au fost terminate. Douăsprezece au fost finalizate înainte de Armistițiul dintre Italia și forțele armate Aliate și nouă după. Șase au fost transferate la Marea Neagră pe calea ferată și folosite împotriva armatei sovietice, scufundând două submarine sovietice. 
După armistițiu, cinci submarine clasa CB (CB 1, CB 2, CB 3, CB 4 și CB 6) au fost transferate Marinei Regale Române. Dintre acestea numai două au devenit operaționale și au efectuat misiuni de recunoaștere. 
După 23 august 1944 au fost confiscate și folosite de Uniunea Sovietică până în 1945 când au fost demontate pentru piese.